# Space Situational Awareness
Le Space Situational Awareness, également désigné par son acronyme SSA, est un programme de l'Agence spatiale européenne (ESA) créé en 2009 dont le but est de maintenir un accès indépendant pour l'Europe à l'espace et son utilisation grâce à une veille spatiale en particulier sur les risques pour les infrastructures tant orbitales que terrestres. Le programme SSA porte sur trois domaines :
- La météorologie spatiale : surveillance du Soleil, du vent solaire et de la magnétosphère, de l'ionosphère et de la thermosphère de la Terre, susceptible d'affecter les infrastructures spatiales et terrestres ou de mettre en danger la vie ou la santé humaine ;
- Les objets proches de la Terre : détecter des objets naturels, tels que les astéroïdes et les comètes, qui peuvent percuter la Terre ;
- La surveillance de l'espace : suivi des satellites artificiels et des débris spatiaux actifs et inactifs.

## Historique
Le programme SSA est créé par décision du Conseil ministériel de l'Agence spatiale européenne (ESA) de novembre 2008. C'est un programme optionnel c'est-à-dire que les pays membres de l'agence spatiale peuvent participer à son financement ou non. Une vingtaine de pays y participent dont les principaux pays membres de l'ESA. Entre sa création et 2020, l'agence spatiale a consacré un budget cumulé d'environ 200 millions euros à ce programme.

## Météorologie spatiale

### L'activité solaire et ses impacts terrestres
Ce domaine rassemble les activités dont l'objectif est de prévenir l'impact de l'activité solaire (éruption solaire, ...) sur l'environnement terrestre. Ces phénomène se traduisent par l'éjection d'énormes quantités de particules fortement énergétiques. Lorsque celles-ci atteignent la Terre, elles peuvent mettre hors service et éventuellement endommager les satellites en entrainant l'interruption de nombreux services (navigation, télécommunications,..), entrainer l'interruption des réseaux de transport d'énergie et de télécommunications terrestres et mettre en danger la vie des astronautes séjournant dans l'espace. La météorologie spatiale  vise plusieurs objectifs au moyen de l'observation, la surveillance, l'analyse et la modélisation, la météorologie spatiale : d'une part, comprendre et prévoir l'état du Soleil et des environnements interplanétaire ou planétaire, ainsi que les perturbations qui les affectent, qu’elles soient d’origine solaire ou non ; d'autre part, analyser en temps réel ou prévoir d'éventuels effets sur les systèmes biologiques et technologiques.

### Organisation
La gestion de la météorologie spatiale au sein de l'Agence spatiale européenne est prise en charge par plusieurs organisations : 
- un centre de coordination de la météorologie spatiale (SSCC) installé dans le pôle spatial de Bruxelles (Belgique)
- un centre d'archivage et distribution des données collectées installé à Redu (Belgique)
- cinq centres de services (ESC) formant le Space Weather Office et regroupant environ quarante équipes élaborent des produits et services  (environ 200)  portant sur la météorologie spatialequi sont destinés à plusieurs centaines d'utilisateurs (gouvernements, industrie, scientifiques)[3] : 
  - l'Observatoire royal de Belgique à Bruxelles a la chargé de la surveillance et des prévisions de l'activité solaire au niveau de la couronne solaire,
  - le STFC Ral Space à Harwell (Royaume-Uni) effectue les mêmes taches au niveau de l'espace interplanétaire,
  - le BIRA-IASB à Bruxelles assure le suivi et les prévisions des radiations spatiales et des particules dont la taille est de l'ordre du micron,
  - la division IMPC de l'agence spatiale allemande située à Neustrelitz prend en charge le suivi et les prévisions des conditions dans l'ionosphère et de la haute atmosphère
  - TGO à Tromsø (Norvège) réalise le suivi et les prévisions des conditions dans la magnétosphère terrestre.

Les données sont échangées via un réseau de télécommunication dédié entre plusieurs douzaines d'institutions européennes et partenaires internationaux, des établissements scientifiques et des réseaux de capteurs installés au sol et dans l'espace. 

### Collecte des données
La collecte des données repose sur des observatoires terrestres mais également sur des instruments placés dans l'espace. L'agence spatiale européenne a placé sur une orbite basse en 2019 un petit engin spatial (Proba-2) dont un des objectifs est de surveiller l'activité solaire. Un engin spatial beaucoup plus ambitieux, baptisé Vigil, doit être lancé au milieu de la décennie 2020 et placé sur un des points de Lagrange. L'agence spatiale place en orbite des instruments de surveillance de l'activité solaire sur des satellites non consacrés à cette tache. En 2018 un instrument a été ainsi installé sur le satellite de la Corée du sud GEO-KOMPSAT-2A lancé en 2018 et un autre sur le satellite de l'ESA EDRS C lancé en 2019.   

## Détection des objets naturels proches de la Terre

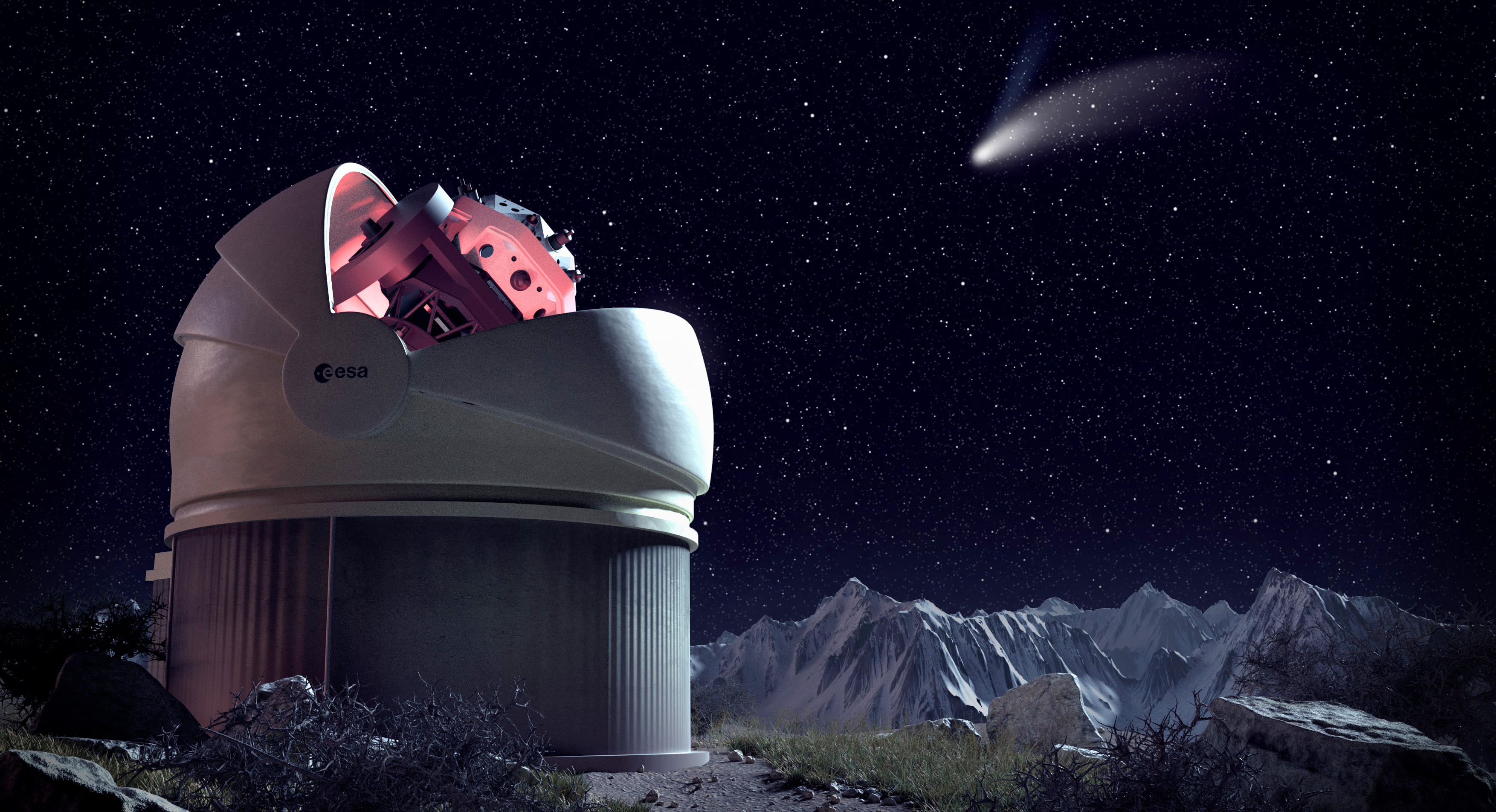
Vue d'artiste d'un télescope FlyEye que l'Agence spatiale européenne développe pour la détection des objets géocroiseurs.

### Objets géocroiseurs
Les objets géocroiseurs sont des corps célestes (astéroïde ou comète dont l'orbite autour du Soleil coupe celle de la Terre ou s'en approche de très près et qui peuvent donc, dans un délai plus ou moins lointain, s'écraser sur la Terre. La majorité des astéroïdes sont des petits corps provenant de la ceinture d'astéroïdes orbitant initialement entre les planètes Mars et Jupiter. Leur orbite a été modifiée par l'influence gravitationnelle de Jupiter ou Mars ou encore à la suite d'une collision et l'astéroïde circule désormais à entre Mars et le Soleil en s'approchant à plus ou moins grande distance de la Terre. Lorsque leur trajectoire les fait pénétrer dans l'atmosphère terrestre, la plupart d'entre eux, qui sont de petite taille, se désintègrent dans l'atmosphère terrestre et n'atteignent pas la surface de la Terre. Mais les plus gros d'entre eux, heureusement très rares (généralement ceux dont le diamètre est supérieur à 30/50 mètres) peuvent eux provoquer des dégâts considérables. L'étendue de ces derniers dépend de la taille de l'objet géocroiseur, de leur densité, de leur vitesse, de l'incidence de leur trajectoire ainsi de la zone terrestre subissant l'impact. L'agence spatiale européenne a créé une structure consacrée la détection de ces objets et au calcul de leur trajectoire pour permettre d'anticiper leur impact et de limiter les éventuels dommages. 

### Détection des objets géocroiseurs
Comme la NASA mais avec des moyens beaucoup plus réduits, l'Agence spatiale européenne contribue à la détection des objets géocroiseurs. Mais elle ne dispose pas des moyens de l'agence spatiale américaine et ne joue en 2021 qu'un rôle mineur dans leur détection. Les instruments en cours de développement par l'ESA ou utilisés sont les suivants :
- Le projet le plus ambitieux est le réseau de télescopes terrestres FlyEye (Œil de mouche) du programme (NEOSTEL Near Earth Object Survey TELescope). Il s'agit d'installer quatre à cinq télescopes terrestres répartis à la surface de la planète. Chaque télescope fonctionnant de manière automatique qui utilise une optique similaire à un œil de mouche composé de 16 ensembles optiques (équivalent à un télescope de 1 mètre de diamètre) permettant de disposer d'un champ de vue très étendu de 6,7 × 6,7°. Sa résolution spatiale est de 1,5 seconde d'arc ce qui lui permet détecter les objets ayant une magnitude apparente de 21,5. Il est capable de balayer les deux tiers du ciel trois fois par nuit. La disponibilité de 4 ou 5 télescopes du même type répartis sur toutes les latitudes permettrait d'obtenir une couverture permanente totale. Le premier exemplaire est en cours d'installation au sommet du mont Mufara (1 865 m) en Sicile et doit entrer en service en 2022[4],[5]. Deux télescopes installés à Madrid et à La Silla au Chili doivent tester le traitement des données de Flyeye[6].
- La station terrienne de l'ESA de Tenerife dispose d'un télescope optique de 1 mètre de diamètre qui est utilisé vers la pleine Lune pour l'observation de géocroiseurs.
- L'agence spatiale européenne participe au financement de l'observation de géocroiseurs par plusieurs télescopes nationaux européens : l'observatoire Kleť en Tchéquie ainsi que des télescopes à Tautenburg en Allemagne et en Espagne. L'agence spatiale travaille également avec le Telescopi Joan Oró de 80 centimètres d'ouverture dans les Pyrénées espagnoles, l'observatoire des Makes à La Réunion et l'International Scientific Optical Network[6].

### Le projet HERA
Début 2013, l'Agence spatiale européenne (ESA) et la NASA décident de développer une mission conjointe destinée à évaluer la méthode de déviation d'un objet géocroiseur reposant sur l'utilisation d'un impacteur, qui reprend les objectifs de la mission Don Quichotte élaborée une décennie plus tôt. Cette collaboration, baptisée AIDA, comprend l'impacteur DART (Double Asteroid Redirection Test) développé sous la supervision de l'agence spatiale américaine et un orbiteur AIM (Asteroid Impact Monitoring) développé par l'ESA et chargé d'analyser les effets de l'impact.⋅ Mais en décembre 2016 l'Agence spatiale européenne décide d'abandonner sa participation au projet, c'est-à-dire le développement de AIM à la suite d'une décision de l'Allemagne qui choisit de financer prioritairement le projet ExoMars.
En 2019, à la demande de plusieurs pays membres, l'Agence spatiale européenne entreprend les études d'un remplaçant pour AIM qui est baptisé Hera. Celui-ci reprend tous les objectifs assignés à AIM mais ne sera pas prêt à temps pour observer l'impact de DART sur l'astéroïde. Hera, dont le lancement est prévu en 2024, doit étudier les effets de l'impact de Dart sur Didymos en 2026 soit quatre ans après que celui-ci se soit produit. Le projet intègre une dimension scientifique importante (étude d'un astéroïde binaire et d'un astéroïde de très petite taille),. La mission est approuvée par le conseil des ministres européens en novembre 2019. En septembre 2020 l'agence spatiale européenne confie la construction de l'engin spatial à un consortium d'entreprises menés par la société allemande OHB dans le cadre d'un contrat de 129,4 millions euros. Le volet scientifique est pris en charge par plusieurs laboratoires européens dont l'observatoire de la Côte d'Azur dont fait partie le responsable scientifique de la mission Patrick Michel.

### Le centre de coordination NEOCC

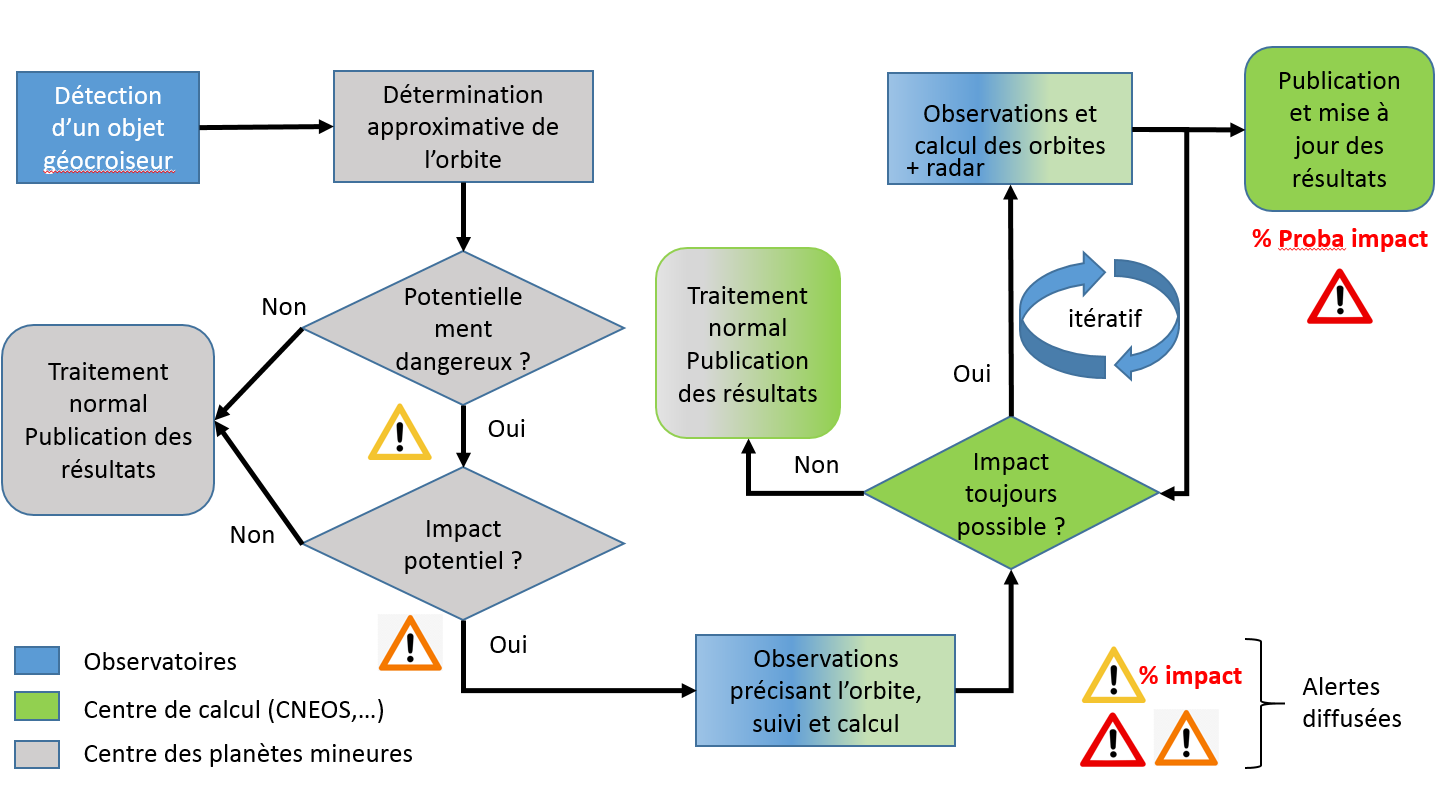
Processus de détection des géocroiseurs, d'évaluation des risques et de déclenchement des alertes de l'Agence spatiale européenne. Le NEOCC joue un rôle analogue au CNEOS de la NASA.

Les observations des objets géocroiseurs, le calcul des trajectoires, leur suivi, la mise à disposition de ces données et le déclenchement des alertes en cas de risque de collision sont pris en charge par le Near-Earth Object Coordination Centre (en français Centre de coordination des objets géocroiseurs) ou NEOCC, qui est hébergé par l'ESRIN, établissement de l'agence spatiale européenne situé à Frascati en Italie.

## Surveillance de l'espace

### Les débris spatiaux
Un débris spatial est un objet artificiel circulant sur une orbite terrestre, amené là par une mission spatiale, et qui n'est pas ou plus utilisé. Les débris spatiaux de grande taille comprennent les étages supérieurs des lanceurs spatiaux et les satellites artificiels ayant achevé leur mission. Mais la majorité des débris spatiaux résultent de l'explosion accidentelle d'engins spatiaux ou, phénomène récent, de leur collision. La dimension de ces débris peut aller d'une fraction de millimètre à la taille d'un bus. 
Les débris spatiaux, dont le volume va croissant, constituent une menace grandissante pour les applications spatiales alors que celles-ci jouent désormais un rôle essentiel dans les domaines de la prévision météorologique, du positionnement et des télécommunications. En 2022, on recense 36 000 débris de plus de 10 cm de diamètre.
Les débris spatiaux finissent par brûler en grande partie dans l'atmosphère terrestre lors de leur rentrée atmosphérique, mais de 10 % à 40 % de leur masse reste intacte et revient sur la Terre. C’est le cas tous les jours pour des objets de plus de 10 centimètres, et  tous les quatre jours pour un satellite ou un étage entier.

### Le rôle de l'Agence spatiale européenne
L'Agence spatiale européenne comme la NASA et d'autres agences spatiales ont mis en place des réseaux de radars et télescopes optiques pour tenter de prévenir les impacts de débris spatiaux sur les satellites en établissant un catalogue recensant les orbites des débris les plus gros. L'ESA a créé en 2014 l'EU Space Surveillance and Tracking (EU SST) organisation qui prend en charge le suivi des débris et des satellites. Cette structure regroupe les moyens des pays membres pour assurer une veille spatiale et fournir aux opérateurs des satellites (en 2020 environ 140 satellites) et aux autorités européennes  trois types de service : des alertes pour risque de collision avec un engin spatial actif, le détail des débris produit par une collision et les caractéristiques de la rentrée atmosphérique de débris et d'engins spatiaux. Le système repose début 2021 sur 51 capteurs de surveillance ou de suivi de trois types : des radars (comme le radar Graves français ou le radar TIRA allemand), des télescopes optiques (par exemple le télescope OGS de l'Agence spatiale européenne) et des stations de télémétrie laser sur satellites (par exemple Matera en Italie). Les données collectées sont traitées par les centres opérationnels (OC) nationaux puis le résultat est remonté dans une base de données européenne gérée par l'Allemagne. À partir de cette base de données, les centres opérationnels français et espagnols sont responsables de la fourniture de l'alerte en cas de collision tandis que le centre opérationnel italien fournit les données sur les conséquences d'une collision et les rentrées atmosphériques. Un portail internet géré par l'EU SatCen restitue aux utilisateurs ces informations. Environ 90 organisations utilisent cette prestation en 2020.  